# Donzoko
Donzoko (どん底, Baixos fons) és una pel·lícula japonesa de 1957 escrita i dirigida per Akira Kurosawa. Està basada en l'obra Na dne (Baixos fons) de Maksim Gorki. L'ambientació de la història canvia de la Rússia tsarista en la versió original a la del període Edo al Japó.

## Argument
En un edifici deteriorat d'Edo, l'ancià Rokubei i la seva amargada esposa Osugi lloguen habitacions i llits als pobres. Els inquilins són jugadors, prostitutes, lladres i borratxos, tots lluitant per sobreviure. La germana menor de la propietària, Okayo, que ajuda als propietaris en el manteniment del lloc, porta a un ancià anomenat Kahei i li lloga un llit. Kahei ràpidament assumeix el paper de mediador i avi putatiu dels veïns, encara que hi ha un aire de misteri sobre ell i alguns dels inquilins sospiten que el seu passat no és gens net.
Sutekichi, un lladre i el líder autoproclamat de la residència, està tenint una aventura amb Osugi, la propietària, encara que gradualment està canviant la seva atenció cap a la seva germana més jove, Okayo. No obstant això, Okayo pensa poc en ell, la qual cosa frustra a Sutekichi i amarga la seva relació amb Osugi. Gelosa i venjativa, Osugi conspira per seduir Sutekichi i convèncer-lo perquè assassini al seu marit i així poder lliurar-lo a les autoritats. Sutekichi s'adona i es nega a prendre part en l'assassinat. El marit descobreix l'aventura, es baralla amb Sutekichi i només se salva gràcies a la intervenció de Kahei.
A poc a poc, Okayo comença a veure alguna cosa bé en Sutekuchi. Rokubei i Osugi ataquen i copegen llavors a Okayo, la qual cosa provoca que els inquilins entrin a la casa dels propietaris per salvar-la. Sutekichi s'enfada en saber de la forma en què van tractar a Okayo, i en el caos subsegüent, Rokubei és assassinat accidentalment després de ser atacat per Sutekichi. Osugi culpa a Sutekichi per l'assassinat del seu espòs. En lloc de defensar-se, enfadat, Sutekichi afirma que ella l'havia incitat a fer-ho. Okayo ara creu que els dos l'han usat per proporcionar una excusa per matar a l'espòs de Osugi. Ella no tindrà res a veure amb Sutekichi. Kahei, el testimoni del qual podria haver absolt a Sutekichi, fuig per temor a haver de comparèixer davant el tribunal per declarar (el que augmenta les sospites que tenia alguna cosa que ocultar). Sutekichi i Osugi són arrestats.
HI ha altres subtrames, algunes de naturalesa còmica, que involucren als ocupants de l'edifici: un actor envellit que ha perdut la seva capacitat de memoritzar línies; un artesà que és indiferent a la mort imminent de la seva esposa malalta, però quan aquesta finalment mor es converteix en un home trencat; un indigent que diu ser descendent d'una família de samurais, la qual cosa afirma sense bases; i un grup de borratxos que semblen alegrar-se davant la desgràcia.

## Repartiment
El repartiment de la pel·lícula és el següent:
- Toshiro Mifune - Sutekichi (el lladre)
- Isuzu Yamada - Osugi (la propietària)
- Kyōko Kagawa - Okayo (la germana d'Osugi)
- Ganjirō Nakamura - Rokubei (el marit d'Osugi)
- Koji Mitsui - Yoshisaburo (el jugador)
- Kamatari Fujiwara - l'actor
- Akemi Negishi - Gosin (la prostituta)
- Minoru Chiaki - Tonosama (l'ex-samurai)
- Nijiko Kiyokawa - Otaki (el venedor de caramel)
- Eijirō TōNo - Tomekichi
- Eiko Miyoshi - Rosteix (la dona de Tomekichi)
- Kichijiro Ueda - Shimazo (el policia)
- Haruo Tanaka - Tatsu
- Bokuzen Hidari - Kahei (el pelegrí)
- Iū Fujiki - Unokichi

## Valoració
La pel·lícula va rebre bastant positives, amb els crítics elogiant la capacitat de Kurosawa per causar empatia en l'audiència. El crític de The New York Times, Bosley Crowther va lloar la pel·lícula assenyalant que "aquest és el propòsit de la imatge, fer que un sofreixi i simpatitzi amb ells. La tècnica fosca de les imatges de Kurosawa aconsegueix aquest objectiu depriment."
En el seu assaig per The Criterion Collection Keiko McDonald i Thomas Rimer van assenyalar que "tot sent una pel·lícula de Kurosawa, la càrrega de la compassió es transfereix a nosaltres. Quan s'encenen les llums, la teatralitat per la qual aquesta pel·lícula és famosa s'allunya juntament amb la seva textura còmica. Però són aquests fils ocasionals de la sensibilitat còmica els que subratllen la intensitat de tota aquesta pel·lícula. Estem desperts a la realitat ombrívola, al patetisme dels oprimits."